# Taeniura
Genre
Taeniura est un genre de raies, de la famille des Dasyatidae.

## Liste d'espèces
Selon ITIS, FishBase et World Register of Marine Species (22 août 2014) :
- Taeniura grabata (Geoffroy Saint-Hilaire, 1817) (Méditerranée et Atlantique nord)
- Taeniura lymma (Forsskål, 1775) (Océan Indien et ouest-Pacifique)
- Taeniura meyeni Müller et Henle, 1841 (Indo-Pacifique)

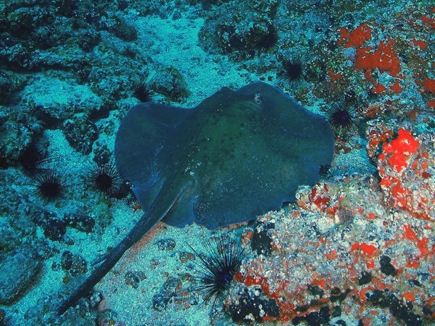
Taeniura grabata
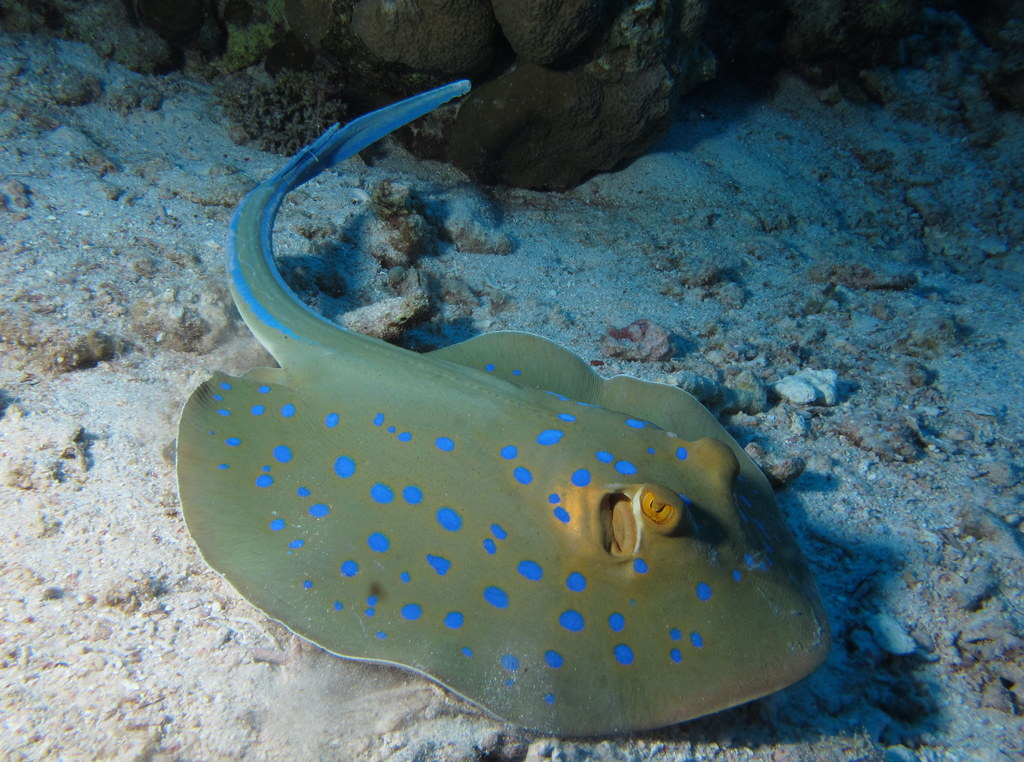
Taeniura lymma
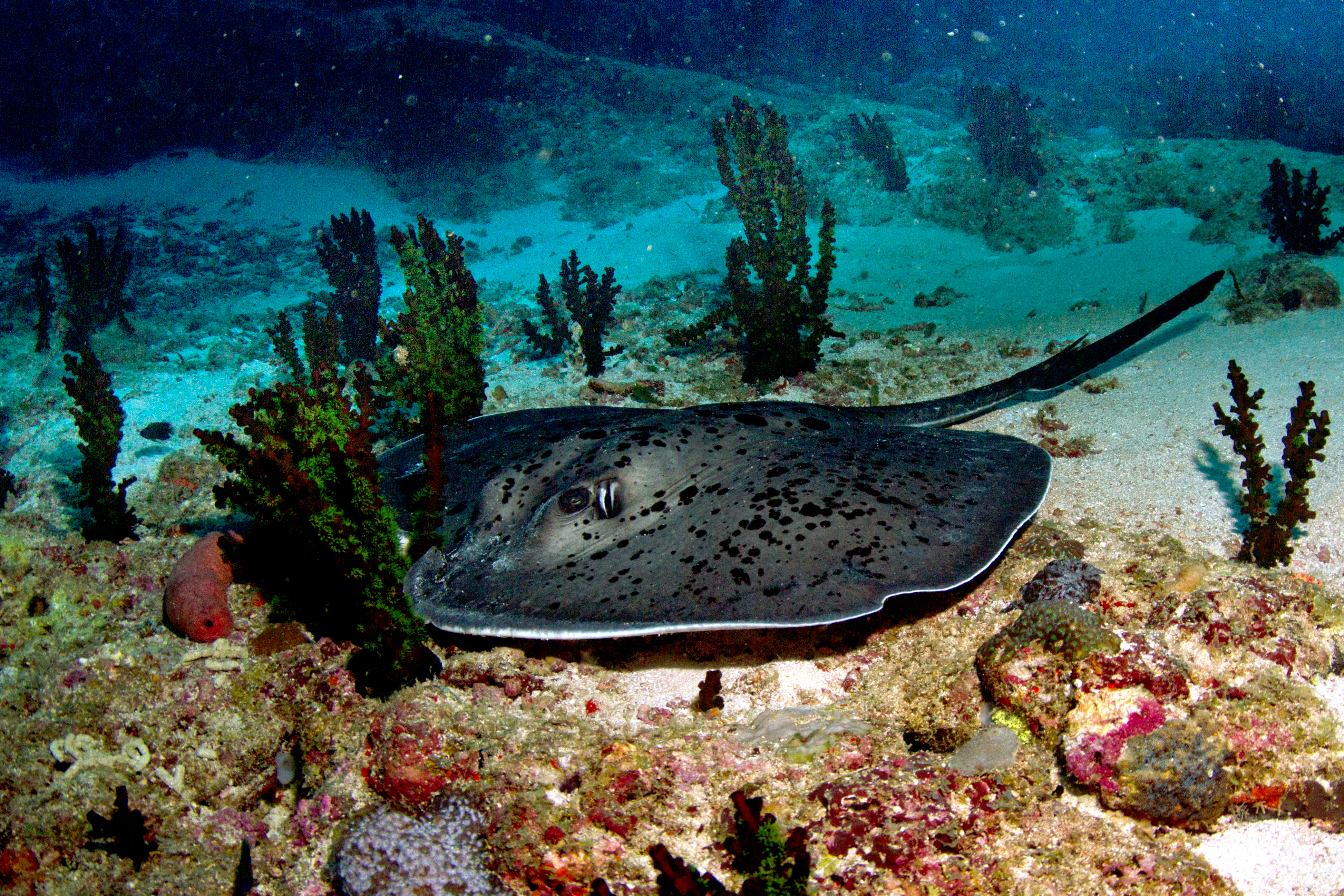
Taeniura meyeni